# Aphrodita
Pour les articles homonymes, voir Aphrodite (homonymie).
Genre
Aphrodite est un genre de vers annélides polychètes marins vivant en Méditerranée et sur les côtes orientales et septentrionales de l'Atlantique.

## Liste d'espèces
Selon ITIS :
- Aphrodita aculeata Linnaeus, 1761 — Aphrodite épineuse, Aphrodite hérissée
- Aphrodita armifera Moore, 1910
- Aphrodita brevitentaculata Essenberg, 1917
- Aphrodita castanea Moore, 1910
- Aphrodita defendens Chamberlin, 1919
- Aphrodita falcifera Hartmann, 1939
- Aphrodita hastata Moore, 1905
- Aphrodita intermedia McIntosh, 1885
- Aphrodita japonica Marenzeller, 1879
- Aphrodita negligens Moore, 1905 — Aphrodite soyeuse
- Aphrodita parva Moore, 1905
- Aphrodita perarmata Roule, 1906
- Aphrodita refulgida Moore, 1910
- Aphrodita roulei Horst, 1917